# Festival KODY
Le Festival de la musique traditionnelle et expérimentale KODY est une manifestation culturelle annuelle qui se déroule à Lublin (située à l’est de la Pologne). Sa première édition a eu lieu du 21 au 23 mai 2009, la seconde, du 15 au 22 mai 2010. L’idée du festival est basée sur le raccordement et l’interpénétration de la tradition de la musique et des recherches musicales actuelles. Les compositeurs et les musiciens contemporains, en improvisant avec la forme aussi bien qu’avec des moyens d’expressions se réfèrent, à plusieurs reprises, aux archaïques formes musicales. La combinaison de l’esthétique traditionnelle et celle contemporaine fait naître une nouvelle qualité au moment où la fonction magique de la musique archaïque « rencontre » la fonction esthétique de la musique contemporaine.
La programmation du festival propose des concerts des musiciens éminents (Philip Glass, Wendy Sutter), des compositeurs de la musique contemporaine (Laurie Anderson, Krzysztof Knittel), des représentants du jazz expérimental (John Zorn, Bill Laswell, Tomasz Stańko) ainsi que des musiciens traditionnels (Jan Gaca, Steindór Andersen) et des artistes qui reconstruisent les traditions de la musique (CELLONET, Zespół Międzynarodowej Szkoły Muzyki Tradycyjnej). Outre les concerts, le festival propose des projections de films et des rencontres avec des artistes (qui suscitent un vif intérêt).
C’est Jan Bernad (musicien, compositeur, fondateur de « Muzyka Kresów ») qui a pris l’initiative d’organiser le festival KODY.
Le commissaire du festival est Jerzy Kornowicz, président de Związek Kompozytorów Polskich, compositeur, pianiste et improvisateur.
Les organisateurs de cet événement sont le Centre Interculturel des Initiatives Créatives « Rozdroża » et la Fondation « Muzyka Kresów ».
Le festival « KODY » joue un rôle significatif dans la région lublinoise. En faisant venir les spectateurs du pays entier, il constitue une sorte de promotion pour la ville, voire pour toute la région. C’est un événement qui fournit incontestablement des points supplémentaires à Lublin pour sa candidature au titre de Capitale européenne de la culture 2016.

## Artistes

### 2009
Krzysztof Knittel, Jerzy Kornowicz, Ryszard Latecki, Mieczysław Litwiński, Tadeusz Wielecki, Tadeusz Sudnik ; Angeli Fukushima Duo – Paolo Angeli, Takumi Fukushima, Bronius Kutavicius ; le chœur Aidija ; Zbigniew Bargielski, Tadeusz Mysłowski ; Krzysztof Knittel ; Jan Bernad, Zespół Międzynarodowej Szkoły Muzyki Tradycyjnej, Jan Pilch, Marek Olma ; le groupe Małe instrumenty ; Gulżan Amanżol, Bahtijar Amanżol ; trio Phonos ek Mechanes, Jan Gaca, Ewa Grochowska, Maciej Filipczuk ; Piotr Kurek ; Paweł Kaczmarczyk AUDIOFEELING Band, José Manuel Albán Juárez, Hovik Hovanisian ; ElettroVoce – Agata Zubel, Cezary Duchnowski, Marcin Grabosz ; Tomasz Stańko.

### 2010
Kapela Braci Dziobaków ; Hiu-Chun-Lin ; Cem Mansur ; Michael Breitenbach ; Wolfram Dix ; Arvo Pärt ; Szábolcs Esztényi; Tadeusz Sudnik; Aleksander Kościów; le groupe CELLONET ; Zespół Międzynarodowej Szkoły Muzyki Tradycyjnej; Apostolis Anthimos ; Yannis Kyriakides ; Arturas Bumšteinas ; Tadas Žukauskas ; Kęstutis Pleita ; Natalia Kawałek ; Hilmar Örn Hilmarsson ; Steindór Andersen ; Violet (Jeff Surak); Rinus Van Alebeek ; Kapela Jana Gacy ; Manualny Elektryk Muzyk ; Vienna Vegetable Orchestra ; Paweł Romańczuk ; Zdzisław Ohar; le chœur La Musica; Gośka Isphording ; Katarzyna Głowicka ; Irina Klimenko ; Siergiej Okhrimchuk; Wendy Sutter; Mick Rossi ; Vadim Jovich; Alla Zagaykevych ; Philip Glass Ensemble; Grigoris Ikonomu ; Jorgos Skolias ; Bronisław Duży ; Bill Laswell ; John Zorn ; Laurie Anderson ; Philip Glass